# Kerstin Ubben
Kerstin Ubben (* 4. September 1968 in Hamburg) ist eine ehemalige deutsche Badmintonspielerin.

## Werdegang
Ubben spielte ab 1978 beim Horner TV. 1987 wurde die damalige Sportlerin des Wedeler TSV ins bundesdeutsche Aufgebot für die Junioren-Europameisterschaft berufen. Später war sie Mitglied der SV Blankenese, des FC Langenfeld, BC Eintracht Südring Berlin, 1993 schloss sie sich dem OSC Düsseldorf an, 1996 wechselte die 1,65 Meter große und beruflich als Krankengymnastin tätige Ubben zum VfL 93 Hamburg.
Nach zahlreichen Medaillen im Nachwuchsbereich gewann sie 1990 ihren ersten Titel bei den Erwachsenen im Doppel mit Nicole Baldewein. 1992 und 1996 startete sie bei Olympia. Im Einzel wurde sie bei ihrer ersten Teilnahme 33., im Doppel mit Katrin Schmidt 9. 1996 reichte es für die beiden erneut zum neunten Platz im Doppel. Bei der Badminton-Europameisterschaft 1996 gewann die  Paarung Ubben/Schmidt überraschend Bronze.

## Erfolge
| Saison    | Veranstaltung                    | Disziplin   | Platz | Name                                                                               |
| --------- | -------------------------------- | ----------- | ----- | ---------------------------------------------------------------------------------- |
| 1984/1985 | Deutsche Einzelmeisterschaft U16 | Dameneinzel | 1     | Kerstin Ubben (TSV Wedel)                                                          |
| 1986/1987 | Deutsche Einzelmeisterschaft U18 | Damendoppel | 1     | Angelika Funke / Kerstin Ubben (STC Blau-Weiß Solingen / Wedeler TSV)              |
| 1987/1988 | Deutsche Einzelmeisterschaft U22 | Damendoppel | 2     | Christine Skropke (FC Bayer 05 Uerdingen) / Kerstin Ubben (SV Blankenese)          |
| 1987/1988 | Deutsche Einzelmeisterschaft     | Damendoppel | 3     | Kerstin Ubben / Dorett Hökel (VfL 93 Hamburg / 1. DBC Bonn)                        |
| 1987/1988 | Deutsche Einzelmeisterschaft U22 | Dameneinzel | 1     | Kerstin Ubben (SV Blankenese)                                                      |
| 1988/1989 | Westdeutsche Einzelmeisterschaft | Damendoppel | 1     | Nicole Baldewein / Kerstin Ubben (OSC Düsseldorf / FC Langenfeld)                  |
| 1988/1989 | Deutsche Einzelmeisterschaft U22 | Damendoppel | 1     | Nicole Baldewein / Kerstin Ubben (OSC Düsseldorf / FC Langenfeld)                  |
| 1988/1989 | Deutsche Einzelmeisterschaft     | Dameneinzel | 3     | Kerstin Ubben (FC Langenfeld)                                                      |
| 1988/1989 | Deutsche Einzelmeisterschaft U22 | Dameneinzel | 1     | Kerstin Ubben (FC Langenfeld)                                                      |
| 1988/1989 | Deutsche Einzelmeisterschaft     | Damendoppel | 2     | Nicole Baldewein (OSC Düsseldorf) / Kerstin Ubben (FC Langenfeld)                  |
| 1989/1990 | Deutsche Einzelmeisterschaft U22 | Damendoppel | 1     | Kerstin Ubben / Andrea Findhammer (FC Langenfeld / 1. BV Mülheim)                  |
| 1989/1990 | Deutsche Einzelmeisterschaft U22 | Dameneinzel | 2     | Kerstin Ubben (FC Langenfeld)                                                      |
| 1989/1990 | Deutsche Einzelmeisterschaft     | Dameneinzel | 2     | Kerstin Ubben (FC Langenfeld)                                                      |
| 1989/1990 | Deutsche Einzelmeisterschaft     | Damendoppel | 1     | Kerstin Ubben / Nicole Baldewein (FC Langenfeld / OSC Düsseldorf)                  |
| 1990      | Irish Open                       | Damendoppel | 1     | Katrin Schmidt / Kerstin Ubben                                                     |
| 1990/1991 | Deutsche Einzelmeisterschaft U22 | Mixed       | 1     | Michael Keck / Kerstin Ubben (SV Fortuna Regensburg / BC Eintracht Südring Berlin) |
| 1990/1991 | Deutsche Einzelmeisterschaft U22 | Damendoppel | 1     | Stefanie Westermann / Kerstin Ubben (BC Eintracht Südring Berlin)                  |
| 1990/1991 | Deutsche Einzelmeisterschaft U22 | Dameneinzel | 1     | Kerstin Ubben (BC Eintracht Südring Berlin)                                        |
| 1990/1991 | Deutsche Einzelmeisterschaft     | Damendoppel | 1     | Kerstin Ubben / Nicole Baldewein (FC Langenfeld / OSC Düsseldorf)                  |
| 1991      | French Open                      | Damendoppel | 1     | Katrin Schmidt / Kerstin Ubben                                                     |
| 1991/1992 | Deutsche Einzelmeisterschaft     | Dameneinzel | 1     | Kerstin Ubben (BC Eintracht Südring Berlin)                                        |
| 1991/1992 | Deutsche Einzelmeisterschaft     | Damendoppel | 1     | Kerstin Ubben / Nicole Baldewein (Eintracht Südring Berlin / OSC Düsseldorf)       |
| 1992      | Swiss Open                       | Damendoppel | 2     | Katrin Schmidt / Kerstin Ubben                                                     |
| 1992      | Olympia                          | Dameneinzel | 33    | Kerstin Ubben                                                                      |
| 1992      | Olympia                          | Damendoppel | 9     | Katrin Schmidt / Kerstin Ubben                                                     |
| 1992/1993 | Deutsche Einzelmeisterschaft     | Damendoppel | 2     | Kerstin Ubben / Steffi Westermann (BC Eintracht Südring Berlin)                    |
| 1993      | Swiss Open                       | Damendoppel | 3     | Schmidt / Ubben                                                                    |
| 1993/1994 | Deutsche Einzelmeisterschaft     | Mixed       | 2     | Stephan Kuhl / Kerstin Ubben (TuS Wiebelskirchen / OSC Düsseldorf)                 |
| 1993/1994 | Deutsche Einzelmeisterschaft     | Damendoppel | 2     | Katrin Schmidt (TuS Wiebelskirchen) / Kerstin Ubben (OSC Düsseldorf)               |
| 1994/1995 | Deutsche Einzelmeisterschaft     | Damendoppel | 1     | Katrin Schmidt / Kerstin Ubben (TuS Wiebelskirchen / OSC Düsseldorf)               |
| 1994/1995 | Deutsche Einzelmeisterschaft     | Mixed       | 3     | Stephan Kuhl / Kerstin Ubben (OSC Düsseldorf)                                      |
| 1995/1996 | Deutsche Einzelmeisterschaft     | Damendoppel | 1     | Katrin Schmidt / Kerstin Ubben (TuS Wiebelskirchen / OSC Düsseldorf)               |
| 1995/1996 | Deutsche Einzelmeisterschaft     | Mixed       | 3     | Björn Siegemund / Kerstin Ubben (OSC Düsseldorf)                                   |
| 1996      | Olympia                          | Damendoppel | 9     | Katrin Schmidt / Kerstin Ubben                                                     |
| 1996      | Europameisterschaft              | Damendoppel | 3     | Katrin Schmidt / Kerstin Ubben                                                     |
| 1996/1997 | Deutsche Einzelmeisterschaft     | Damendoppel | 1     | Katrin Schmidt / Kerstin Ubben (TuS Wiebelskirchen / VfL 93 Hamburg)               |
| 1997/1998 | Deutsche Einzelmeisterschaft     | Damendoppel | 1     | Karen Stechmann / Kerstin Ubben (FC Langenfeld / VfL 93 Hamburg)                   |
| 1999/2000 | Deutsche Einzelmeisterschaft     | Mixed       | 3     | Stephan Kuhl (SC Bayer 05 Uerdingen) / Kerstin Ubben (Hamburg)                     |
| 2000/2001 | Deutsche Einzelmeisterschaft O32 | Damendoppel | 2     | Nicole Baldewein / Kerstin Ubben (Bottroper BG / VfL Hamburg)                      |
| 2001/2002 | Deutsche Einzelmeisterschaft O32 | Mixed       | 3     | Robert Neumann / Kerstin Ubben (FC Langenfeld / VfL 93 Hamburg)                    |
| 2001/2002 | Deutsche Einzelmeisterschaft O32 | Damendoppel | 1     | Heike Franke / Kerstin Ubben (PSV Ludwigshafen / VfL 93 Hamburg)                   |

## Referenzen
- Martin Knupp: Deutscher Badminton Almanach, Eigenverlag/Deutscher Badminton-Verband (2003), 230 Seiten